# François Billacois
François Billacois, né le 25 juin 1934 est un historien français contemporain, spécialisé dans l'histoire de la France d'Ancien Régime.

## Biographie
François Billacois, ancien élève de l'ENS agrégé d'histoire, a été maître de conférences à l'université de Paris Ouest - Nanterre La Défense. Ses travaux ont porté sur l'histoire sociale : il s'est intéressé à divers aspects de l'histoire judiciaire aux XVIIe et XVIIIe siècles. Dans la lignée d'Alphonse Dupront et de Robert Mandrou, il a travaillé sur l'histoire des mentalités. Sa thèse sur Le Duel en France aux XVIe et XVIIe siècles constitue un travail pionnier sur les mentalités et les comportements des nobles sous l'Ancien Régime.
Il a aussi publié plusieurs ouvrages d'auteurs des XVIIe et XVIIIe siècles. Il poursuit ses recherches historiques sur la Loire, les gens du fleuve, le patrimoine culturel. Il est le président de l'Association des Amis du musée de Cosne-sur Loire. Il est aussi membre du comité scientifique de la revue "Droit et Culture" publiée chez l'Harmattan.

## Publications
- Jane et son monde, 1740-1840 : essai d’histoire locale et international,  A à Z patrimoine Sury-en-Vaux, 2015[1].
- L' Empire du Grand Turc vu par un sujet de Louis XIV de Jean Thévenot, publication et présentation par F. Billacois, Calmann- Lévy, Paris, 1965
- Crimes et criminalités en France sous l'Ancien Régime, Cahier des Annales, numéro 3, A. Colin, Paris, 1971
- Le duel dans la société française des XVIe-XVIIe siècles : essai de  psychosociologie historique, Paris, Éditions de l'École des hautes études en sciences sociales (EHESS), coll. « Civilisation et sociétés » (no 73), 1986, 539 p. (ISBN 978-2-71320-860-7, présentation en ligne), [présentation en ligne], [présentation en ligne], [présentation en ligne].
- Publication du Traité de l'économie politique d'A. de Monchrestien, Droz, Genève, 1999
- La Loire insolite, en collaboration, C.L.D., 2006